# Paul R. Heyl
Pour les articles homonymes, voir Heyl.
Paul Renno Heyl (né en 1872 à Philadelphie et mort le 22 octobre 1961) est un inventeur et un physicien américain.

## Biographie
Heyl obtient un Ph.D. en physique de l'université de Pennsylvanie en 1899. Pendant plusieurs années, il enseigne dans des écoles secondaires de la Pennsylvanie. 
En 1907, il remporte le Boyden Premium du Franklin Institute. En 1910, il intègre l'équipe spécialisée en physique du Commercial Research Corporation de New York. En 1920, il est physicien au National Institute of Standards and Technology (NBS) de Washington D.C.. Avec Lyman J. Briggs, Heyl invente un compas à induction terrestre (en). Cette invention mérite à Heyl and Briggs, en 1922, le prix Magellan (en) remise par la Société américaine de philosophie. Plus tard, toujours au NBS, Heyl travaille à déterminer à nouveau la constante gravitationnelle à l'aide d'une balance à torsion. 
Heyl prend sa retraite en 1942. Il remporte la médaille Potts (en) en 1943.
Marié à Lucy Knight Daugherty, le couple a deux filles, dont l'une meurt en bas âge.